# ادبیات بلخی
ادبیات بلخی به مجموعۀ متون نوشتاری و روایات شفاهی به زبان بلخی گفته می‌شود. قدیمی‌ترین اثر از زبان بلخی متعلق به قرن دوم میلادی است و آن کتیبه‌ای است در ۲۵ سطر که در مدخل معبدی در سُرخ کُتَل در جنوب شرقی بغلان به دست آمده است. کتیبه‌های کوچک‌تری نیز در این ناحیه کشف گردیده است. کتیبه‌های کوچکتری نیز از افغانستان و ازبکستان در دست است. این آثار به خط یونانی نوشته شده‌است. علاوه بر این کتیبه‌ها، ۸ قطعه دست نوشته نیز به خط یونانی-بلخی در ترکستان چین به دست آمده است و به نظر می‌رسد متعلق به بودایی‌ها بوده‌است. قطعه‌ای نیز به زبان بلخی و به خط مانوی در دست است.